# Tengo razones para seguir
Tengo razones para seguir es el décimo álbum de estudio del grupo argentino Vox Dei, y decimosegundo en total.
Este es el primer disco de estudio de la banda en 10 años, luego de Gata de Noche, de 1978.

## Grabación y contenido
Tras la reunión del grupo en 1986, Vox Dei vuelve a ser noticia. Durante 1987 la banda realizó una gira de regreso, al mismo tiempo que se preparaban para celebrar sus 20 años de existencia, y para ello deciden grabar un nuevo disco luego de la salida de La Biblia En Vivo en 1987. Grabado en los Estudios Panda junto a Chiche Graciano como tecladista, el sonido del álbum está demasiado basado en teclados, debido a la renuencia de Soulé a tocar la guitarra, dado que en aquel tiempo estaba más volcado a tocar el violín. Tras el lanzamiento, y realizadas algunas presentaciones, Ricardo Soulé se alejó una vez más de Vox Dei en 1989, marchándose a España, debido a la situación económica del país.
En 2015 fue reeditado en CD.

## Canciones
1. "El día de la victoria" - 4:07 (Ricardo Soulé)
2. "No me vengas con historias" (Willy Quiroga) - 3:16
3. "Espectros I" - 4:11 (Ricardo Soulé)
4. "Espectros II" - 2:35 (Ricardo Soulé)
5. "A nada le temo más" - 2:54 (Ricardo Soulé)
6. "Tiempo de conversar" - 2:51 (Willy Quiroga)
7. "Tengo razones para seguir" - 4:09 (Willy Quiroga)
8. "Un corazón dispuesto" - 3:53 (Willy Quiroga)
9. "En el siglo XXI" - 3:51 (Ricardo Soulé)
10. "Harley Davidson" - 3:00 (Ricardo Soulé)
11. "Dios es una mujer desnuda" - 3:52 (Ricardo Soulé, Willy Quiroga)

## Personal
Vox Dei
- Ricardo Soulé - Guitarra eléctrica, violín y voz.
- Willy Quiroga - Bajo, teclados en "No me vengas con historias" y "Un corazón dispuesto", piano en "Tiempo de conversar" y voz.
- Rubén Basoalto - Batería.

Invitado
- Chiche Graciano - Teclados.

### Colaboradores
- Eduardo Bertran - Técnico de grabación.
- Julio Presas - Ingeniero de sonido.
- Mario Procurito - Asistente.
- The Image Bank Argentina - Diseño de Tapa.
- José Luis Maza - Fotografía
- Vox Dei - Producción artística.